# Raymond Federman
Raymond Federman (geboren 15. Mai 1928 in Montrouge, Frankreich; gestorben 6. Oktober 2009 in San Diego, Kalifornien) war ein französisch-amerikanischer Schriftsteller und Gelehrter.

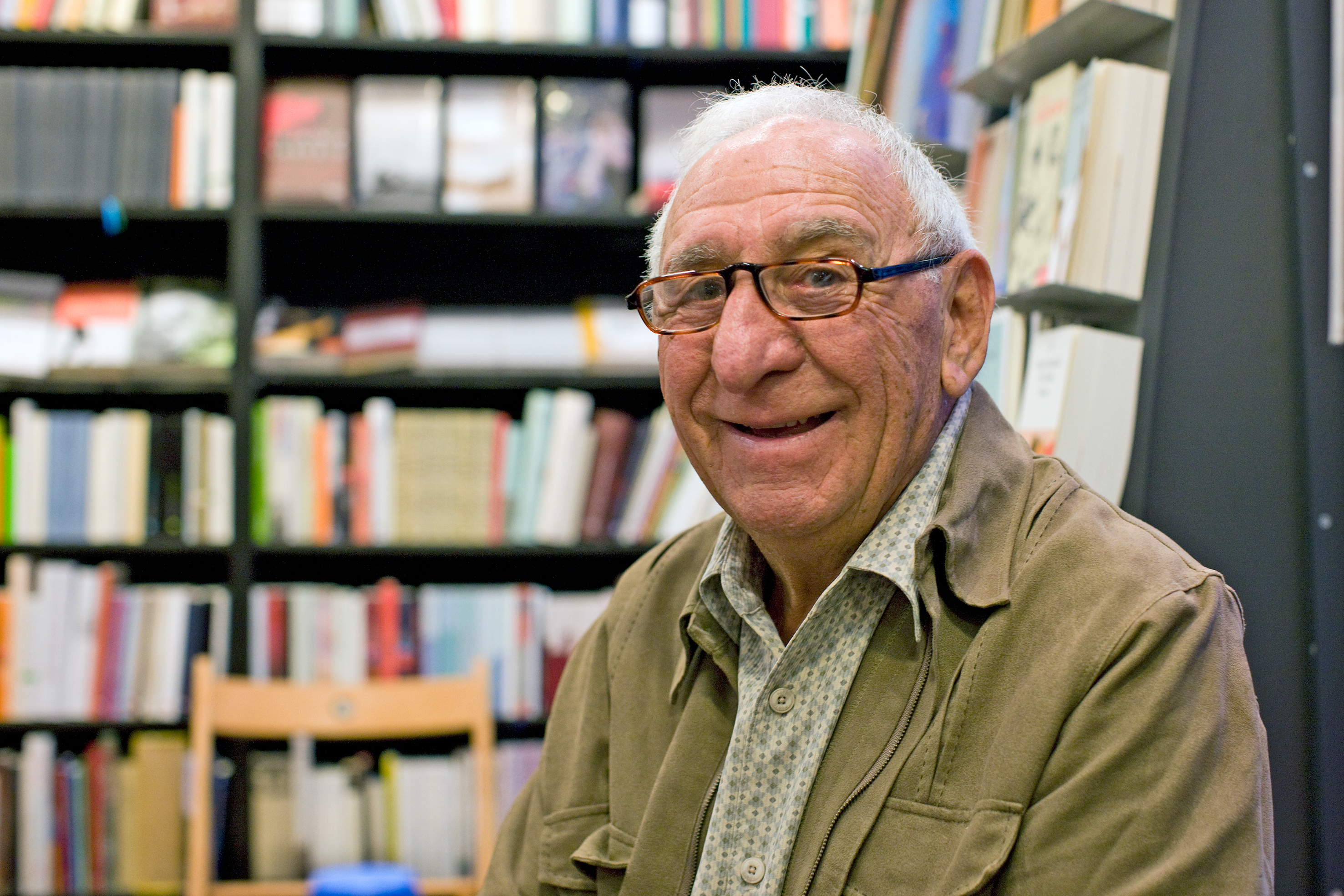
Raymond Federman, Köln 2008

## Leben
Raymond Federman war jüdischer Herkunft und wuchs in Frankreich auf. Als die französische Polizei im Auftrag der deutschen Besatzungsmacht am 16. und 17. Juli 1942 bei der groß angelegten Razzia, die unter dem Namen „Rafle du Vélodrome d’Hiver“ bekannt wurde, in Paris fast 13.000 jüdische Bürger verhaftete, drangen Polizisten auch in die Wohnung der Familie Federman ein. Federmans Mutter versteckte ihren 14-jährigen Sohn spontan in einem Schrank. Während Federmans Eltern und seine beiden Schwestern in Auschwitz ermordet werden, überlebte Raymond Federman. Nach seiner Emigration in die USA 1947 lebte er dort anfänglich als Gelegenheitsarbeiter und Jazz-Saxofonist. 1951 meldete er sich aufgrund der Aussicht, danach ein Stipendium für ein Studium zu erhalten, zum Militärdienst in der US Army und sollte als Fallschirmjäger im Korea-Krieg eingesetzt werden. Dazu kam es jedoch nicht, da er wegen seiner Französisch-Kenntnisse in Tokio bei einer Übersetzerkompanie der Armee blieb. 1953 wurde er amerikanischer Staatsbürger und nahm 1954 an der Columbia University ein Studium der Vergleichenden Literaturwissenschaft auf. Dieses schloss er 1958 mit einem Master of Arts ab und unterrichtete in den folgenden Jahren (1959 bis 1964) an der Universität von Santa Barbara. 1963 promovierte er an der Universität von Kalifornien in Los Angeles (UCLA) mit einer Dissertation über Samuel Beckett, dem er freundschaftlich verbunden war. Von 1964 an arbeitete Federman als Dozent an der State University of New York in Buffalo. Auch als er später als freier Schriftsteller leben konnte, hatte er mehrfach Gastprofessuren inne und hielt Vorlesungen an amerikanischen wie europäischen Hochschulen.
Raymond Federman verstarb nach langem Krebsleiden am 6. Oktober 2009.

## Werk
Für Raymond Federman blieb das Überleben des Holocaust ein zentraler Impuls für seine literarische Praxis. Insbesondere in seinem Roman La voix dans le cabinet de débarras (deutsch: Die Stimme im Schrank) thematisierte er seine „wirkliche Geburt“ (Federman). Doch auch die Vielzahl seiner anderen Werke kreist um das Lebensthema von Schuld und Verlassenheit – warum ausgerechnet er (und nicht seine Schwestern) von der Mutter versteckt wurde und er daher den Holocaust überlebte, aber auch seine Lust am Leben, die er als seine Antwort auf den deutschen Faschismus verstand, der ihn im Rahmen der Judendeportationen des Jahres 1942 in Paris wie seine Familie vernichten wollte. Raymond Federman verfasste seine Werke (Romane, Erzählungen, Gedichte und Essays) in Französisch wie Englisch und übersetzte sie gelegentlich auch selbst. Raymond Federman, der erst mit 20 Jahren Englisch lernte, empfand seine Zweisprachigkeit als Bereicherung für sein literarisches Schaffen. Obwohl er das Englische zunächst als Literatursprache bevorzugte, verfasste er im Rahmen seiner Versuche, auch in Frankreich als Dichter Fuß zu fassen und Anerkennung zu finden, einige seiner Texte zunächst auf Französisch und übersetzte einige anschließend ins Englische: Amer Eldorado (1974, Roman, inspiriert an Double or Nothing, ohne engl. Übersetzung), Amer Eldorado, 2001 (2001, ohne engl. Übersetzung), La Fourrure de ma tante Rachel (1996, Roman, engl.: Aunt Rachel’s Fur), Mon corps en neuf parties (2002, Kurzprosa). An der Übersetzung von La Fourrure de ma tante Rachel arbeitete er zwei Jahre lang intensiv mit der Übersetzerin Patricia Privat-Standley zusammen, wie er in einem Interview mit Alyson Waters 2001 erläuterte. Federman veröffentlichte zudem bilinguale Werke wie The Voice in the Closet / La voix dans le cabinet de débarras (1979), von dem auch eine trilinguale Ausgabe in Englisch, Französisch und Deutsch existiert, oder 99 hand-written poems (2001) mit englischen und französischen Gedichten. In seiner dichterischen Zweisprachigkeit orientierte er sich an seinem Freund Samuel Beckett.
Federman erhielt 1986 den American Book Award für sein Werk Smiles on Washington Square. Unmittelbar mit seinem Roman-Erstling Double or Nothing (deutsch: Alles oder Nichts) wurde Federman international bekannt. In diesem Werk verband der Autor konkrete Poesie und Prosa. In den 1970er Jahren kreierte Federman den Begriff der „Surfiction“, den er auch seinen Poetik-Vorlesungen 1990 in Hamburg zugrunde legte. Mit diesem Begriff bezeichnete er Literatur, welche die Frage von konstruierter bzw. imaginierter Wirklichkeit thematisiert. Mit Texten, die Federman zu dieser Gattung zählte, arbeitete er von 1993 an über viele Jahre hinweg eng mit dem Aachener Jazz-Ensemble ART DE FAKT zusammen.

## Schriften
- Journey into Chaos : Samuel Beckett’s Early Fiction (1965)
- Among the Beasts / Parmi Les Monsters (1967)
- Samuel Beckett, His Works and His Critics: An Essay in Bibliography (1970) with John Fletcher
- Double or Nothing (1971), dt. Alles oder nichts : Roman, Nördlingen: Greno, 1986, Reihe Die Andere Bibliothek, Deutsch von Peter Torberg
- Amer Eldorado (1974)
- Me Too (1975)
- Surfiction: Fiction Now and Tomorrow (1975) editor
- Take It Or Leave It (1976), dt. Take it or leave it : eine übertriebene Geschichte aus zweiter Hand, im Stehen oder Sitzen laut zu lesen – Frankfurt am Main : Rogner und Bernhard bei Zweitausendeins, 1998. Deutsch von Peter Torberg
- The Voice in the Closet/La voix dans le cabinet de débarras (1979), bilinguales Werk – Selbstübersetzung, in Deutschland erschien eine dreisprachige Ausgabe: Die Stimme im Schrank, Hamburg : Kellner, 1989. Deutsch von Peter Torberg und Sylvia Morawetz
- The Twofold Vibration (1982), dt. Die Nacht zum 21. Jahrhundert oder aus dem Leben eines alten Mannes : Roman, Nördlingen : Greno, 1988, Neuausgabe: Frankfurt am Main : Suhrkamp, 1991.
- To Whom It May Concern: (1990), dt. Betrifft: Sarahs Cousin : Roman, Frankfurt am Main : Suhrkamp, 1991. Deutsch von Peter Torberg
- Now Then / Nun denn (1992) poems. Deutsch von Peter Torberg
- Critifiction: Postmodern Essays (1993)
- Smiles on Washington Square (1995), dt. Eine Liebesgeschichte oder sowas : Roman, Nördlingen : Greno, 1987, [2. Aufl.]. – [Frankfurt (Main)] : Suhrkamp, 1995. Deutsch von Peter Torberg
- The Supreme Indecision of the Writer : The 1994 Lectures in Turkey. (1995)
- A Voice within a voice. Federman translating / Translating Federman (1996)
- La Fourrue de ma tante Rachel (1996)
- Loose Shoes (2001), Offene Schuhe : eine Art Lebensgeschichte, Berlin : Weidler, 2002.
- Aunt Rachel’s Fur (2001), Selbstübersetzung von La Fourrure de ma tante Rachel, dt. Der Pelz meiner Tante Rachel : ein improvisierter Roman …, Aus dem Franz. von Thomas Hartl. – 1. Aufl.. – Leipzig : Faber und Faber, 1997.
- Mon corps en neuf parties (2002)
- The Song of the Sparrow (2002)
- Here and Elsewhere: Poetic Cul de Sac (2003)
- The Precipice and Other Catastrophes (2003)
- My Body in Nine Parts (2005), Selbstübersetzung von Mon corps en neuf parties / Raymond Federman. Photos de Steve Murez. – Berlin : Weidler, 2002.
- Mein Körper in neun Teilen. Aus dem amerik. Englisch von Peter Torberg. Matthes & Seitz Berlin, 2008, ISBN 978-3-88221-706-3.
- Spieltexte = Playtexts / Raymond Federman. Aus dem Amerikan. von Peter Torberg. Fototeil: Renate von Mangoldt. Literarisches Colloquium Berlin ; Berliner Künstlerprogramm des DAAD. – Berlin : LCB, 1990
- Surfiction: Der Weg der Literatur : Hamburger Poetik-Lektionen, Frankfurt am Main : Suhrkamp, 1992. Deutsch von Peter Torberg
- Eine Version meines Lebens : die frühen Jahre , – Augsburg : Maro-Verl., 1993. Deutsch von Peter Torberg
- The Twilight of the Bums with George Chambers, dt. Penner-Rap, Frankfurt am Main : Suhrkamp, 1998. Deutsch von Peter Torberg
- 99 hand-written poems = 99 poèmes faits-à-la-main – Berlin : Weidler, 2001
- Amer Eldorado 2/001 : récit exagéré à lire à haute voix assis debout ou couché, Berlin : Weidler, 2001.
- „On the Road Again.“ In: Homo Narrans: Texts and Essays in Honor of Jerome Klinkowitz. Hrsg. Zygmunt Mazur und Richard Utz. Cracow: Jagiellonian University Press, 2004. S. 24–40.
- Pssst! – Geschichte einer Kindheit. Aus dem Franz. von Andrea Spingler. Bonn: Weidle, 2008
- Eine Liebesgeschichte oder so was. Aus dem amerik. Englisch in überarbeiteter Übersetzung von Peter Torberg. Matthes & Seitz Berlin, 2010, ISBN 978-3-88221-682-0.

## Hörspiele
- 1989: Die Nacht zum 21. Jahrhundert. Mit Bruno Ganz. Regie: Hans Gerd Krogmann. BR/SR 1989.
- 1991: Eine Liebesgeschichte oder sowas. Regie: Götz Naleppa. BR 1991.
- 1992: Playtextplay I / Playtextplay II. Mit Raymond Federman, Jon Sass (Tuba). Regie: Herbert Kapfer/Regina Moths. BR 1992. Als Podcast/Download im BR Hörspiel Pool.[3]
- 1992: Betrifft: Sarahs Cousin. Mit Holger Hagen (Schriftsteller und Pop), Karin Anselm (Sarah), Hans-Peter Hallwachs (Sarahs Cousin), Mareike Lindenmeyer, Florian Beba, Horst Raspe, Andreas Wimberger, Ulrike Kriener u. a. Bearbeitung und Regie: Norbert Schaeffer. BR 1992.
- 1998: Der Pelz meiner Tante Rachel. Mit Ernst Jacobi (Der Autor), Rufus Beck (Romanheld), Hans Diehl (Erzähler), Walter Renneisen (Aufzeichner), Johanna Liebeneiner (Chefredakteurin), Stefan Kampwirth (Verlagsdirektor). Aus dem Französischen von Thomas Hartl. Bearbeitung und Regie: Heinz von Cramer. BR Hörspiel und Medienkunst 1998.
- 1999: Take it or leave it. Mit Graham F. Valentine, Hans-Peter Hallwachs. Regie: Ulrich Gerhardt. BR Hörspiel und Medienkunst 1999.
- 2008: Mein Körper in 9 Teilen (auch Sprecher); Regie: Götz Naleppa (DKultur)
- 2010: Die Kadaver. Eine Fabel in 6 Bildern und einer Liste. Mit René Dumont, Oliver Nägele, Stefan Wilkening. Aus dem Amerikanischen und Bearbeitung: Gaby Hartel, Komposition: zeitblom, Regie: Katja Langenbach. BR Hörspiel und Medienkunst 2010. Als Podcast/Download im BR Hörspiel Pool.[4]